# Список іншопланетних істот та рас телесеріалу «Доктор Хто»
В даному списку перераховані вигадані іншопланетні істоти та раси з британського науково-фантастичного телесеріалу «Доктор Хто», включаючи класичний та поновлений телесеріал, а також спін-офи даного телесеріалу: «Пригоди Сари Джейн», «K-9», «К-9 і компанія» та «Торчвуд». До списку включені іншопланетні раси телесеріалу, а також іншопланетні істоти, які є єдиними представниками раси, згаданої в телесеріалі.

## А

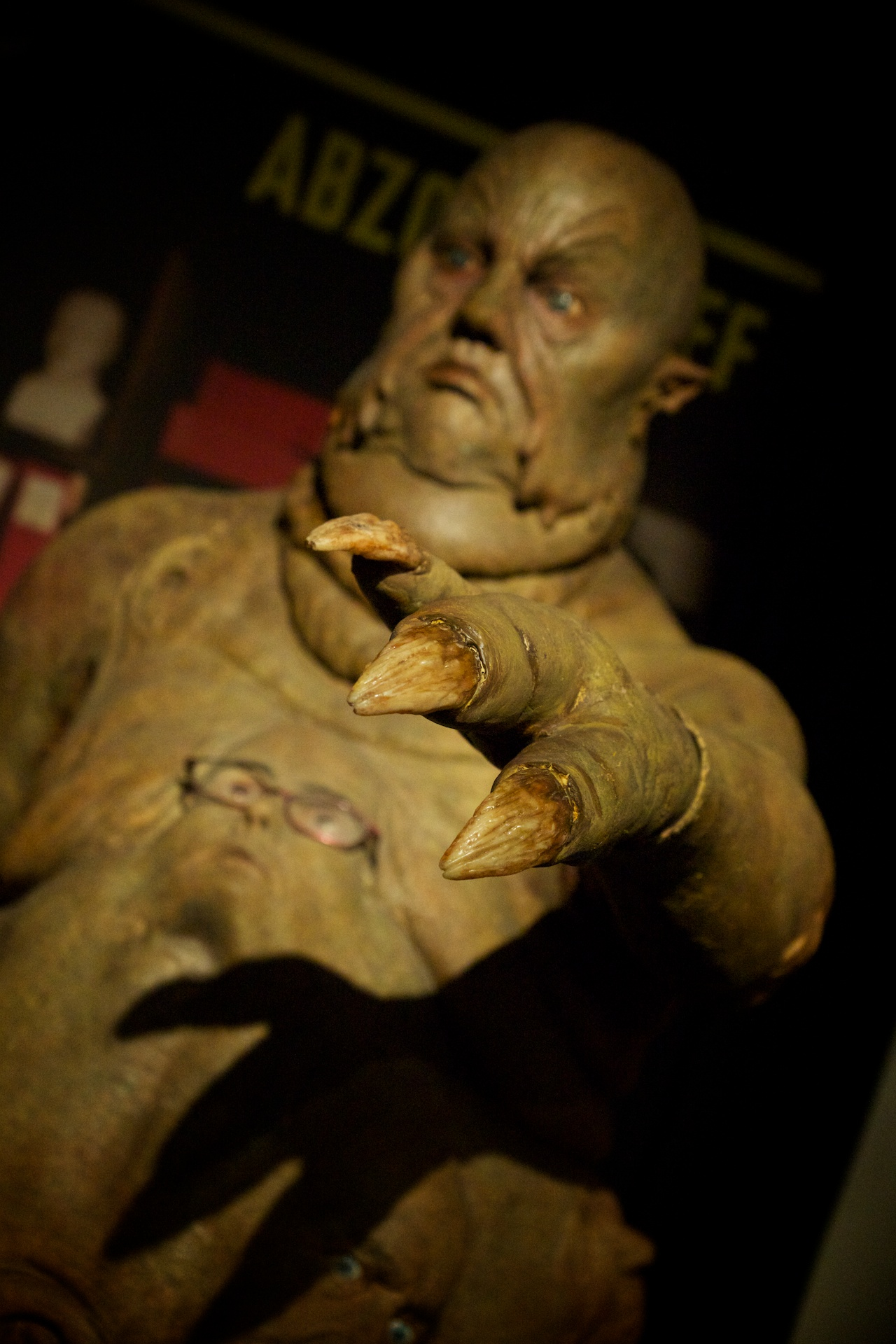
Абзорбалов на виставці «Doctor Who Experience»

### Абзорбалов
Абзорбалов (англ. Abzorbaloff) — велика та грудкувата зеленошкіра істота з гострими вухами і смугою чорного хутра на спині. Походить з Клому — планети-близнюка Раксакорікофаллапаторіуса: рідної планети родини Слівінів. Абзорбалов має можливість поглинати людей дотиком, споживаючи їхній досвід та знання. Єдиний раз з'являється в епізоді «Кохання і монстри» другого сезону поновленого телесеріалу.
Представляючи себе загадковим Віктором Кеннеді, Абзорбалов взяв під контроль LINDA: команду друзів, одержимих пошуками Доктора. Він використав цю групу в спробі відшукати Доктора, щоб засвоїти його знання. Поки він не знайшов Доктора та був знищений, він споживав своїх нових товаришів по команді кожного разу, коли відчував себе голодним. Після цього на його тілі з'являлись обличчя спожитих людей.

### Автони
Автони (англ. Autons) — пластикові манекени натурального розміру, автомати, оживлені свідомістю Нестін. Є іншопланетною расою з колективним розумом, яка вперше прибула на Землю в порожнистих пластикових метеоритах. Їх назва походить від Auto Plastics — компанії, в яку проникли автони. Автони приховують смертельну зброю в руках, яка може вбити або випарувати ціль. Типовий автон не виглядає особливо реалістично, нагадуючи манекен, будучи різким у своїх рухах, видаючи приглушений звук при цьому. ІСнують більш досконалі автони, які виглядають і діють по-людськи, за винятком легкого пластичного відтінку шкіри та глухого голосу. У епізоді «Пандорика відкривається» п'ятого сезону поновленого телесеріалу «Доктор Хто» показано, що автони здатні створити повністю реалістичні людські копії, здатні обдурити інших.
Початково концепція іншопланетної раси автонів була розроблена сценаристом Робертом Холмсом. Вперше з'явившись у першій серії епізодів («Космічний передовий загін») з Третім Доктором (грає Джон Пертві) у 1970 році, вони були першими монстрами телесеріалу, які були представлені в кольорі.

### Аггедор
Аггедор (англ. Aggedor) — священний королівський Звір планети Пеладона, де поклоняються його духу. Справжня істота, на якій заснована легенда — великий, волохатий звір з єдиним рогом. Через полювання доведений до майже повного вимирання, єдиний звір аггедорів блукав тунелями під цитаделлю і на одному етапі історії планети використовувався для покарання ув'язнених, кинутих у яму на суд до Аггедора («Монстр Пеладони», 1974).

### Адіпоузи
Адіпоузи (англ. Adipose) — прибульці, що складаються з живого жиру, уперше з'являються в епізоді «Спільники» (2008). Їхня рідна планета Адіпоуз 3 була втрачена, що змусило їх звернутися до «Міс Фостер», або Матрони Кофелії, щоб створити нове покоління. Вона розробила ліки, які призводять до перетворення жирової тканини людини шляхом партеногенезу всередині людей з ожирінням. Процес загалом нешкідливий для господаря, крім втрати жиру в організмі. У надзвичайних ситуаціях процес може бути прискорений, перетворюючи все тіло господаря на адіпоузів, що є смертельним для нього та народжує хворих та слабких адіпоузів. «Протокол тіней» забороняє розмноження інопланетян на планетах 5 рівня, наприклад, Землі.
У паралельному Всесвіті, створеному в епізоді «Поверни ліворуч» (2008), інцидент з розмноженням адіпоузів стається у Сполучених Штатах Америки замість Великої Британії, оскільки Лондон був знищений, коли космічний корабель «Титанік» врізався в Букінгемський палац через відсутність Доктора («Мандрівка проклятих»). Внаслідок цього загинули понад 60 мільйонів американців (приблизно 20 % всього населення США). В епізодах «Вкрадена Земля» та «Кінець мандрівки» (2008) було виявлено, що планета Адіпоуз 3 була однією серед 27 планет, переміщених до Каскаду Медузи Новою імперією далеків. Після їхньої поразки Адіпоуз 3 та інші планети були повернуті на початкові місця у Всесвіті. У «Кінці часу» (2009–10 рр.) адіпоуз відображається разом з іншими прибульцями, з якими раніше стикався Десятий Доктор.

### Альфа Центавра
Альфа Центавра (англ. Alpha Centauri) — гермафродитний гексапод з Альфа Центавра, на якого, як того, хто фактично є безстатевим, посилаються як «воно», замість «він» або «вона». Іншопланетянин є високим, зеленим, має одне велике блакитне око, шість рук і високий голос; носить довгу жовту накидку і нервово ходить. Схильний до боягузтво та істерики.

## Б

### Бейни
Бейни (англ. Bane) — у своїй природній формі є великими прибульцями із щупальцями та одним оком. Вони з'являються в епізодах «Вторгнення бейнів» (2007) та «Ворог бейнів» (2008) спін-офу «Доктора Хто» «Пригоди Сари Джейн». Вони володіють на певному рівні навичкою читати думки. Матері бейнів є особливо великими, і, як відомо, пожирають своїх дітей, які в них не вдаються. Вони здатні перевтілюватися в людей завдяки використанню трансляторів зображень. Бейни прагнули поневолити людство шляхом потрапляння їх у залежність від безалкогольного напою «Bubble Shock!», який містив органічні виділення бейнів, які під час активації беруть людину під свій контроль.

### Блетеринці
Блетеринці (англ. Blathereen) — родина раксакорікофаллапаторійців, які є заклятими ворогами злочинної родини Слівінів. Відомий як набагато спокійніший та законослухняніший клан, ніж Слівіни, Блетеринці уперше з'явились в романі «Монстри всередині» (2005). В епізоді «Подарунок» (2009) «Пригод Сари Джейн» родина Слівін-Блетерин, створена після одруження представників двох родин, прилетіла на Землю і обдурила Сару Джейн Сміт прийняти в подарунок рослину Раквід з їхньої рідної планети Раксакорікофаллапаторіус, яка почала отруювати Землю смертельними спорами. Родина Слівін-Блетерин не зацікавилася законослухняними способами Блетеринців, натомість перейнявши жадібність та жагу до наживи Слівінів.

## В

### Володарі часу
Володарі Часу — стародавня раса позаземних людей у британському науково-фантастичному телесеріалі «Доктор Хто», до якої належить головний герой серіалу, Доктор. Володарі часу отримали таку назву за їх володіння технологіями подорожей у часі та нелінійне сприйняття часу.

### Джудуни

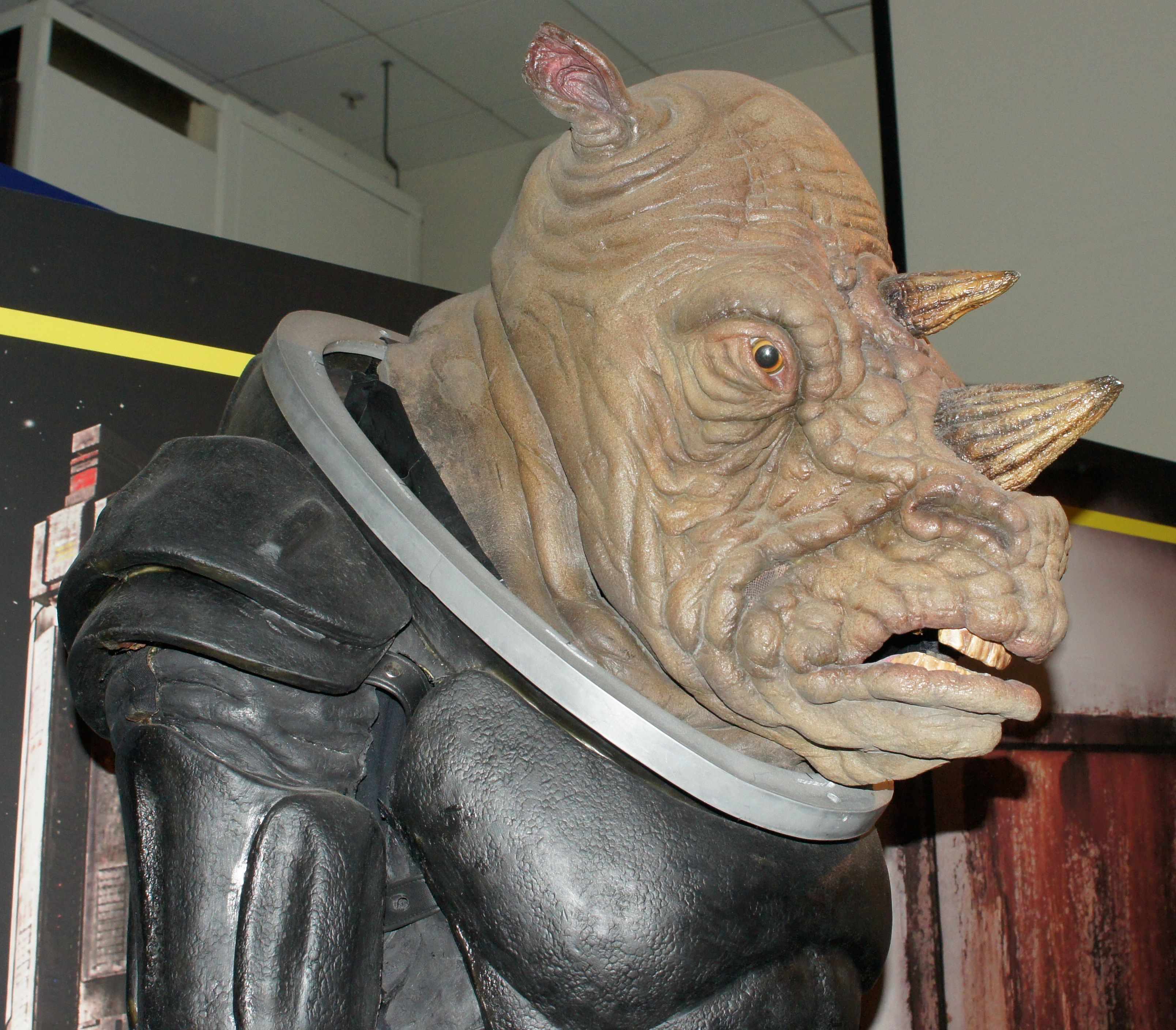
Джудуни на виставці «Doctor Who Experience»

## К

### Каріоніти
Каріоніти (англ. Carrionites) з'являються в епізоді «Код Шекспіра» (2007) третього сезону поновленого «Доктора Хто». Представники даного виду намагались використати силу слів та чаклунство, щоб випустити решту представників свого виду із в'язниці. Вдруге вони з'явились в аудіо-драмі «Прокляття карріонітів» із Шостим Доктором.

### Кіберлюди
Кіберлюди (англ. Cybermen) — люди, мозок яких і решта центральної нервової системи була поміщена у техногенний корпус. Оригінальні кіберлюди були расою гуманоїдів, що походять з планети-близнюка Землі Монди. Коли вони вживлювали все більше і більше штучних частин у своє тіло як засіб самозбереження, вони стали холодно логічними та позбулись емоцій, які були видалені з їхнього розуму. Кіберлюди також перебувають у суперництві з далеками. У двосерійній історії «Повстання кіберлюдей» та «Сталева ера» другого сезону поновленого телесеріалу (2006 р.) кіберлюди зароджуються на Землі в паралельному Всесвіті, де їх створив геній Джон Лумік.
Концепція кіберлюдей була створена доктором Кітом Педлером (неофіційним науковим радником програми) та Джеррі Девісом у 1966 р. Уперше вони з'явились у серії епізодів «Десята планета» четвертого сезону оригінального телесеріалу.

## О

### Обличчя Бо
Обличчя Бо (англ. Face of Boe) — істота невідомого походження, яка знаходиться в прозорому герметичному контейнері, встановленому на рухомій основі, та має змогу телепатично спілкуватися з іншими. Обличчя Бо не зображене на екрані актором, а є повністю механічним ефектом, що нагадує гігантську людську голову з вивітреним обличчям і численними вусиками на місці волосся, які закінчуються круглими стручковими структурами.
Обличчя просто буркнуло під час своєї першої появи, в епізоді «Кінець світу». перед тим, як спілкуватися телепатично в «Новій Землі» та «Заторі». Обличчя Бо було озвучено Струаном Роджером. У «Новій Землі» повідомлялось, що вважається, що йому мільйони років (згідно з епізодом «Затор», мільярди). В епізоді «Останній володар часу» Мартою Джонс було висловлено припущення, що Обличчя Бо є Джеком Гаркнессом у майбутньому.

## Т

### Тракеніти
Люди  з планети Тракен, яка була зруйнована в результаті дій Майстра на Логополісі. Супутниця Четвертого Доктора Нісса і її батько були тракенітами.